# Diplazium ceratolepis
Diplazium ceratolepis är en majbräkenväxtart som beskrevs av Hermann Christ.
Diplazium ceratolepis ingår i släktet Diplazium och familjen Athyriaceae. Inga underarter finns listade i Catalogue of Life.